# 廖彀
廖彀（16世紀—17世紀），字式我，江西吉安府萬安縣城北竹山派人，明朝政治人物。

## 生平
廖彀為人孝順，是萬曆三十一年（1603年）癸卯科江西鄉試舉人，授信宜知縣，為政清廉，嚴禁冒籍，清理鹽稅，饑荒時拿出俸祿賑濟貧民，人稱「海東福曜」，因父母逝世回鄉。之後他補任高州海防同知，防禦海盜李魁奇入侵，懲罰怯戰與傷害平民的士兵，又上報魚肉人民的貪吏，關稅所餘不入私產，再次因為長輩逝世回鄉，人民在梅祿墟立祠祭祀他，其後官至福建鹽運司同知，因年老致仕。

## 引用
1. 1 2  同治《萬安縣志·卷十二·人物志》：廖彀，字式我，城北竹山派人，秉懷古亮，孝行過人，萬厯癸卯鄉舉，授信宜知縣，清操所勵、陳請不私，歲饑割俸以賑貧者，惠施無算，有「海東福曜」之稱，繼陞高州海防，時寇李魁奇窺限門，禦之有防，賊不敢逞，榷限門關稅，所餘不入私橐，民立祠祀之，隨陞福建鹽運使，清鹽餉弊，以年老致仕。
2. ↑  光緒《信宜縣志·卷五》：廖彀，字式我，萬安人，舉人，萬厯間為信宜令，剛挺孤介、百折不回，嚴冒籍、清鹽餉，厥功著焉。艱歸，補高州海防廳，時海寇李魁奇窺限門，彀悉力禦之使不敢逞，軍士有怯戰害及良民者立置之法，民之故弱被衙蠧豪悍魚肉悉白當道之，榷限門關稅，所餘不入私橐，自為令及佐郡廉潔不易操，尋以喪致政，民立祠梅祿墟祀之，終福建運同。
3. ↑  光緒《高州府志·卷二十五·宦績傳》：廖彀，字式我，萬安舉人，萬厯間為信宜令，剛挺孤介、百折不回，嚴冒籍、清鹽餉，厥功著焉。艱歸，補高州海防廳，時海寇李魁奇窺限門，彀悉力禦之使不敢逞，軍士有怯戰害及良民者立置之法，民之孤弱被衙蠧豪悍魚肉悉白當道雪之，榷限門關稅，所餘不入私橐，自為令若丞廉潔不易操，尋以喪致政歸，終福建運同。 郝通志